# Intrigo a Stoccolma
Intrigo a Stoccolma (The Prize) è un film del 1963 diretto da Mark Robson.

## Trama
Lo scrittore statunitense Andrew Craig, alcolizzato e impenitente donnaiolo, vince il premio Nobel per la letteratura, malgrado la sua vena creativa si sia esaurita da tempo; giunto a Stoccolma per ricevere il premio, gli viene affiancata Lisa, una bella dipendente del ministero degli esteri svedese, che lo accompagnerà nelle occasioni ufficiali.
La sera stessa del suo arrivo, Craig incontra il professor Stratman, vincitore del premio Nobel per la fisica, un esule tedesco che ha svolto la sua attività negli Stati Uniti; alcuni funzionari del KGB hanno chiesto a Stratman di fare ritorno in Germania Est e di rinunciare al premio, ma il fisico rifiuta e viene rapito con l'assenso della nipote Emily.
Il giorno dopo, durante la conferenza stampa, Craig ha modo di notare che Stratman ha atteggiamenti differenti rispetto a quelli del loro incontro la sera precedente. Dopo avere rivelato alla stampa mondiale l'interruzione della propria attività di scrittore, lancia un velato messaggio sui suoi sospetti. Questi vengono raccolti da un certo Lindblom, che lo invita a recarsi immediatamente a casa sua ma, quando Craig vi giunge, lo trova morente e poco dopo viene gettato in mare dall'attico di un palazzo dove aveva seguito l'assassino.
Data la sua scarsa affidabilità, nessuno dà credito a Craig, che pertanto procede da solo nelle indagini, recandosi in una clinica privata dove scopre che Stratman è stato da lì trasferito su di una nave. Fatto oggetto di un lungo inseguimento, Craig si rifugia tra il pubblico che assiste a una conferenza di nudisti, disturbando la riunione a tal punto che deve intervenire la polizia. Sottrattosi in questo modo agli inseguitori e riaccompagnato in albergo dai poliziotti, Craig informa la scettica Lisa sugli ultimi avvenimenti ed ella inizia a convincersi della gravità di quanto sta accadendo, informandolo che il giorno dopo una nave chiamata Möwen salperà per Leningrado. La parola Möwen è proprio quella che Lindblom ha pronunciato prima di morire. Lisa sfugge, seppur con sempre minore resistenza, al serrato corteggiamento di Craig, e i due si danno appuntamento per il giorno dopo.
L'indomani Craig riesce a salire sulla nave ed a liberare Stratman e Lisa, che nel frattempo era stata rapita. I tre riescono a fuggire ed a tornare in albergo, dove il professore ha un arresto cardiaco per fibrillazione ventricolare, ma viene salvato da uno dei due vincitori ex aequo del premio Nobel per la medicina, l'italiano Carlo Farelli, che gli pratica - con mezzi artigianali - una defibrillazione elettrica, una tecnica all'epoca ancora innovativa. Recatisi tutti insieme alla cerimonia presso la Concert Hall, vengono assaliti da Daranyi, che riesce a colpire a morte colui che crede essere il vero Stratman, ma che è solo un attore assoldato per sostituirsi al vero professore. Prima di morire, il falso Stratman rivela ad Emily i dettagli del complotto, mentre Daranyi morirà nella fuga, cadendo dal tetto dell'edificio in cui si svolge la premiazione. Dopo che il vero Stratman riesce a raggiungere la sala per ritirare il suo premio, la cerimonia si conclude con la consegna del riconoscimento anche a Craig, sotto lo sguardo benevolo di Stratman, di Lisa e di tutti i presenti.

## Citazioni e riferimenti
Almeno due scene citano esplicitamente analoghe scene in Intrigo internazionale di Alfred Hitchcock: la scena della notturna conferenza nudista in cui l'imbarazzato protagonista si trova coinvolto ricorda quella dell'asta antiquaria a Rapid City, e la scena del sopralluogo a casa di Lindblom che rimanda a quella del sopralluogo nella villa di Lester Townsend, funzionario dell'O.N.U. Ernest Lehman fu lo sceneggiatore di entrambe le pellicole. Intrigo a Stoccolma riecheggia il titolo del capolavoro di Hitchcock nella sola versione italiana.

## Luoghi
- L'indirizzo di Lindblom, Marten Trotzigs Lane 40, esiste realmente nel centro storico di Stoccolma con la denominazione di Mårten Trotzigs Gränd (Lane in inglese e Gränd in svedese sono l'equivalente di Vicolo in italiano)
- L'incontro notturno tra Stratman ed Eckhart ha come sfondo il parco di Humlegården.
- La scena della colluttazione tra Craig e Daranyi fu girata presso il Katarinahissen (Ascensore Katarina in svedese).
- La sede della premiazione è la Sala dei concerti di Stoccolma, la Konserthuset.
- Il Hötorget (Piazza del fieno ), dove abitualmente si svolge il mercato ortofrutticolo a Stoccolma, fa da sfondo al pedinamento di Craig che insegue Daranyi.

## Curiosità
- Nei primi minuti del film l'annunciatore radiofonico statunitense ricorda il Nobel vinto da Rudyard Kipling all'età di ventidue anni, quando invece lo vinse all'età di quarantuno anni.
- Il film riproduce in modo stereotipato e semplicistico i vari caratteri dei personaggi legati ai propri contesti nazionali, come ad esempio la libertà sessuale svedese (il dialogo iniziale tra la Sommer e Newman), l'approssimazione legata alla fantasia degli italiani (Fantoni durante la conferenza stampa), il savoir-faire elegante dei francesi o la sfrontatezza collegata all'abuso di alcol degli americani.
- Al termine del film Paul Newman, Elke Sommer ed Edward G Robinson si nascondono in una nave che stava scaricando delle vetture Mercedes "codine" del tipo w 120 (probabilmente modelli con motore Diesel, date le "difficoltà" mostrate da Paul Newman nell'uso della vettura) e si introducono in due vetture con le quali vengono sbarcati nel porto. Su di una Mercedes w 120 bianca, i protagonisti sfuggono alle spie.

## Riconoscimenti
- Golden Globe 1964
  - Migliore attrice debuttante (Elke Sommer)